# Días de boda
Días de boda es una película del año 2002, escrita y dirigida por Juan Pinzás.

## Trama
La historia se centra en la boda de Sonia, hija de un importante editor, que va realizar el sueño de su vida casándose con Rosendo, un escritor con tendencias homosexuales, que en realidad desea más el nuevo premio literario creado por su futuro suegro que a su prometida. La celebración del matrimonio dará lugar a sorpresas.

## Premios

### Premios Asociación de Críticos de Nueva York
| Año  | Categoría      | Para              | Resultado |
| ---- | -------------- | ----------------- | --------- |
| 2002 | Mejor director | Juan Pinzás       | Ganador   |
| 2002 | Mejor actor    | Javier Gurruchaga | Ganador   |

## Enlaces
- Página oficial de la película

- Datos: Q3077103